# Pentaour (fils de Ramsès III)
Pour les articles homonymes, voir Pentaour.
Pentaour ou encore Pentewere est un prince royal de la XXe dynastie, fils de Ramsès III et de Tiyi, épouse de second rang du pharaon.
À la fin du règne de Ramsès III, sa mère organise un vaste complot pour permettre à son fils de monter sur le trône à la place du légitime et futur Ramsès IV, né de l'épouse royale Tyti. Mais le complot est déjoué au dernier moment et Pentaour est condamné au suicide.

## Généalogie
Pentaour est le fils du roi Ramsès III et de la reine Tiyi.

## La «conspiration du harem»
La fin du règne de Ramsès III est marquée par deux évènements majeurs : les grèves des artisans de l'« Institution de la Tombe » à Deir el-Médineh accusant l'administration de retards chroniques dans le ravitaillement, charge de l'État en paiement des travaux exclusivement destinés à l'aménagement des sépultures royales, et le déclenchement d'une cabale de palais, la conspiration dite « du harem ».
Le déroulement du procès des conjurés et ses rebondissements sont relatés dans le papyrus dit « judiciaire » de Turin. Le principal des trois fragments qui le composent est conservé au musée égyptologique de Turin. Ces événements sont également corroborés par une série de fragments, les papyri Lee, Rollin, Varzy et les « textes Rifaud ».
Selon Pierre Grandet, ses instigateurs, un nombre important de membres de la famille royale et de hauts dignitaires de la cour, de l'armée, du clergé ou de l'administration (au total plus de trente personnes), profitèrent vraisemblablement de l'annonce imminente de la mort du roi pour passer à l'acte. Il s'agissait de remplacer l'héritier légitime du trône, le prince Ramsès alors âgé de plus de quarante-cinq ans, par l'un de ses demi-frères, Pentaour, soutenu par sa mère, la reine Tiyi, qui avait su rallier à sa cause un très grand nombre de hauts fonctionnaires et gradés de l'armée. Des études récentes ont prouvé que Ramsès III est mort des suites de la conspiration, assassiné.
L'affaire, ébruitée, finit par attirer l'attention du prince Ramsès qui, l'expérience et les appuis militaires aidant, réussit à faire traduire les principaux instigateurs devant un tribunal d'exception : quarante personnes dont des prêtres accusés d'avoir eu recours à la magie noire pour parvenir à leurs fins. Trois des douze juges mandatés pour procéder à l'examen des actes d'accusation se laissèrent corrompre et vinrent grossir le nombre des prévenus.
Le papyrus judiciaire de Turin dresse plusieurs listes d'accusés. Ceux de la première voient leurs noms transformés pour les vouer à la déchéance éternelle, ils seront exécutés (sans que l'on sache précisément comment, le texte se contentant d'utiliser la formule « leur peine est venue vers eux »). Ceux de la seconde, du fait de leur proximité avec la fonction royale, Pentaour le premier, sont condamnés au suicide par empoisonnement. Après examen de sa momie et des particularités du cadavre, il est aussi possible qu'il s'agisse d'un suicide par pendaison ou étranglement. Les juges corrompus subissent la peine infamante réservée aux auteurs de crimes d'honneur : la mutilation des oreilles et du nez. Cela conduira l'un d'eux au suicide.
En ce qui concerne la reine Tiyi et les proches de la famille royale, les sources disponibles ne donnent aucune précision quant à leur sort. Il est fort possible que leur position dans la hiérarchie ainsi que leurs fonctions sacerdotales les aient définitivement mis à l'abri de la peine capitale. Ayant réglé la succession de son père défunt et légitimé son accession en présidant aux cérémonies funéraires, Ramsès IV put désormais commencer son propre règne qui dura six années.

## La momie de Pentaour
Selon les dernières recherches par IRM sur le corps de Ramsès III, ce dernier serait mort la gorge tranchée jusqu'aux vertèbres cervicales, laissant penser qu'il est mort assassiné durant la tentative de coup d'État, bien que cette dernière ait finalement échoué.
La même étude par IRM s'est également intéressée, outre Ramsès III, à une momie non identifiée découverte à proximité de celle du roi.
Cette momie, appelée « homme inconnu E » ou encore « momie hurlante », est celle d'un homme jeune, âgé de dix-huit à vingt ans, et une analyse génétique a montré qu'il est apparenté à Ramsès III : les deux momies présentent en effet un chromosome Y identique. Ce fait, associé aux particularités du procédé de momification employé — des matériaux utilisés considérés comme impurs, notamment une peau de chèvre ou de mouton, le cerveau et les viscères encore présents à l’intérieur du corps —, suggère fortement que l'inconnu E est la momie du prince Pentaour.